# Webera schimperi
Webera schimperi là một loài rêu trong họ Bryaceae. Loài này được Müll. Hal. Schimp. mô tả khoa học đầu tiên năm 1860.